# Monthey (gemeente)
Monthey is een gemeente en plaats in het Zwitserse kanton Wallis, en maakt deel uit van het district Monthey.
Monthey telt 17.113 inwoners.
Bolliger & Mabillard (B&M), een fabrikant van achtbanen, is hier gevestigd.

## Geschiedenis
Monthey maakte in 1798 deel uit van de Republiek van de Tien Gemeenten en werd in 1802 onderdeel van de Rhodaanse Republiek.

## Geboren
- Armand Contat (1861-1938), glasblazer
- Philippe Pottier (1938-1985), voetballer
- Bernard Gavillet (1960-2024), wielrenner
- Steve Morabito (1983), wielrenner
- Tristan Marguet (1987), wielrenner
- Ralph Boschung (1997), autocoureur

## Overleden
- François Contat (1819-1908), onderwijzer, tekenaar en glasblazer
- Armand Contat (1861-1938), glasblazer